# 纳耶夫·哈瓦特迈赫

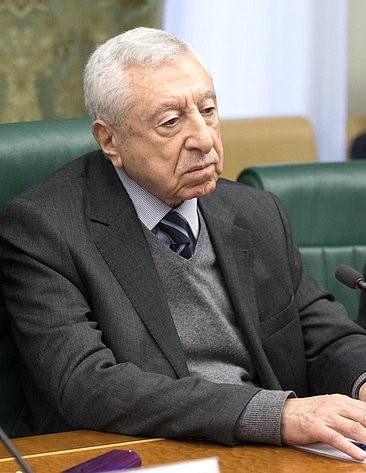
2017年的纳耶夫·哈瓦特迈赫

纳耶夫·哈瓦特迈赫（羅馬化：Nāyef Ḥawātmeh；1938年11月17日—）是巴勒斯坦和约旦的一位政治人物，现任解放巴勒斯坦民主阵线领袖。他出生于外约旦酋长国萨尔特，曾是阿拉伯民族主义运动、南也门民族解放阵线、解放巴勒斯坦人民阵线的成员。信仰默基特希腊礼天主教。解放巴勒斯坦民主人民阵线（解放巴勒斯坦民主阵线的前称）中的反对者曾描述其为毛主义者，并讽刺地称他为“纳耶夫·泽东”。